# May Britt Lagesen
May Britt Lagesen (nascida a 18 de fevereiro de 1971) é uma política norueguesa do Partido Trabalhista. A partir de 2021, ela reúne-se regularmente no Storting enquanto Ingvild Kjerkol é ministro no governo.

## Carreira
Lagesen foi eleita vice-representante no Storting pelo círculo eleitoral de Nord-Trøndelag para os períodos de 2013–2017, 2017–2021 e 2021–2025, pelo Partido Trabalhista. Ela substitui Ingvild Kjerkol no Storting a partir de 2021, enquanto Kjerkol é ministro no governo.
Ela já foi vice-presidente de Steinkjer e fylkesråd em Nord-Trøndelag.